# Milyas
Milyas là một chi bướm đêm thuộc họ Noctuidae.

## Hình ảnh

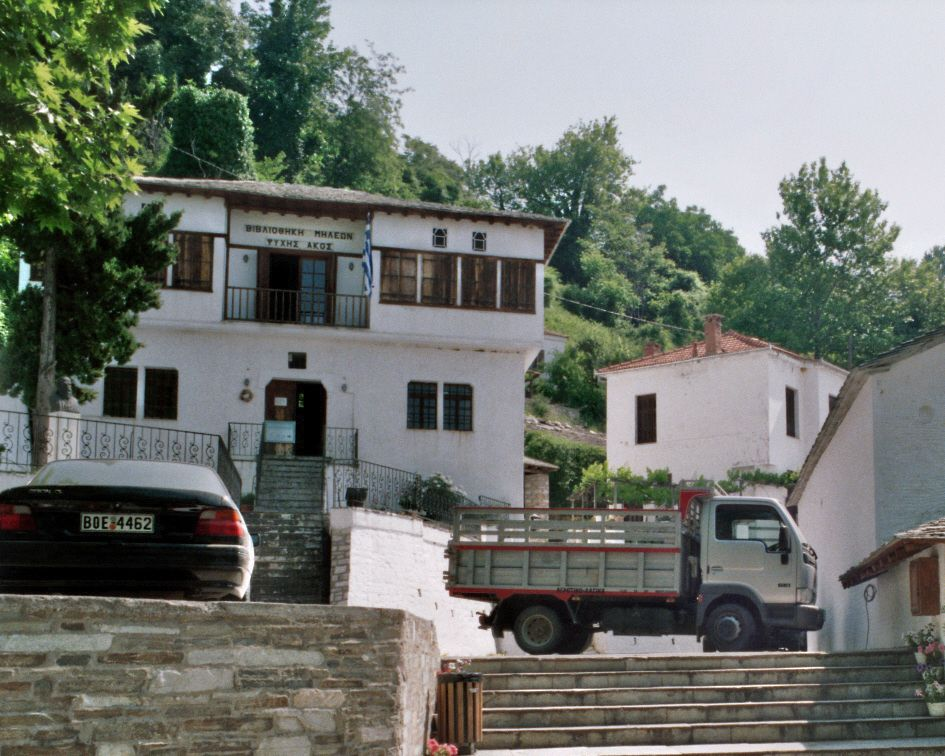
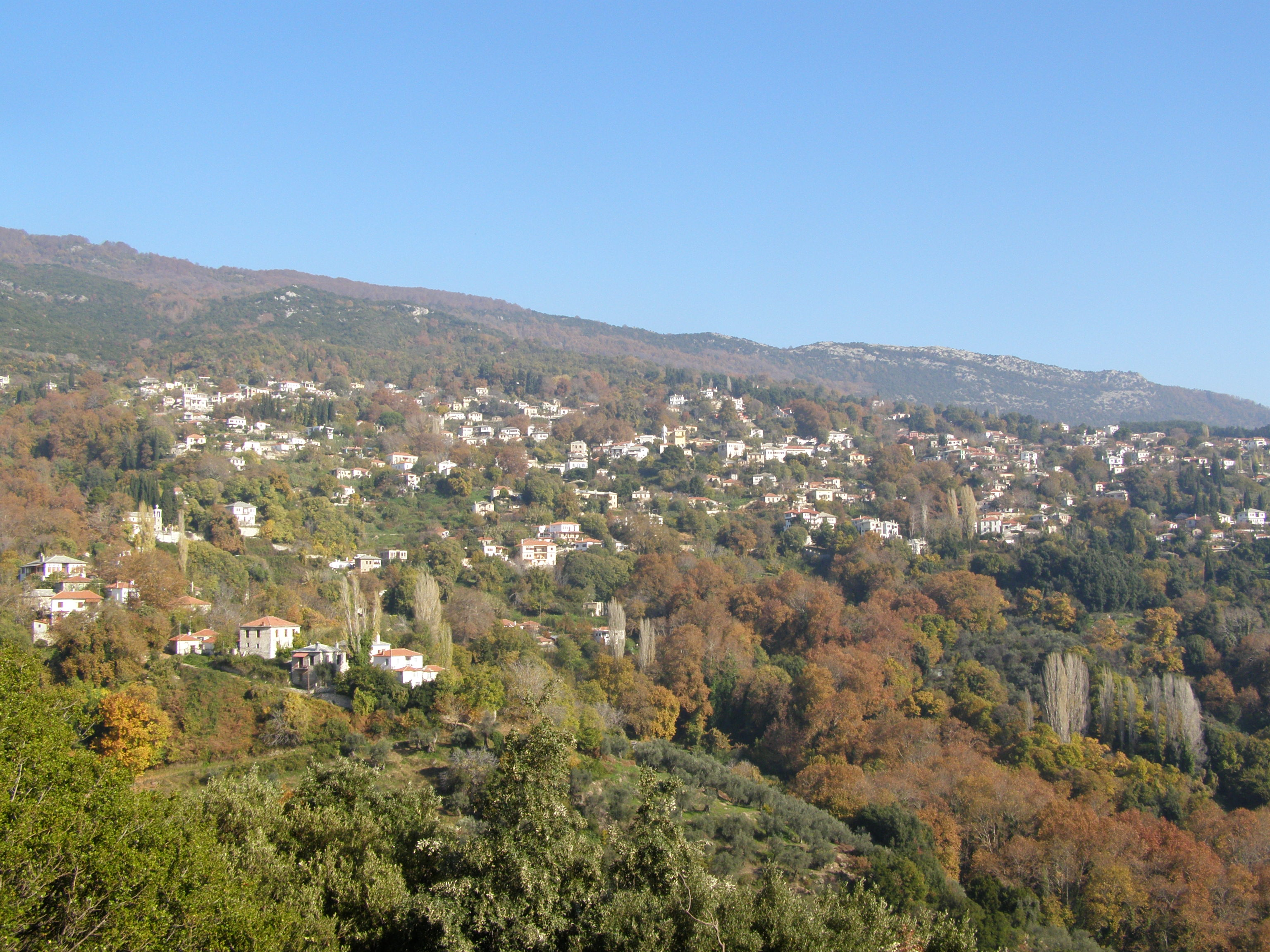